# Liste des monuments historiques protégés en 1888
Cet article recense les monuments historiques français classés en 1888.

## Protections
| Édifice                            | Commune                     | Département          | Région                  | Protection | Base Mérimée                         | Coordonnées                        | Image |
| ---------------------------------- | --------------------------- | -------------------- | ----------------------- | ---------- | ------------------------------------ | ---------------------------------- | ----- |
| Menhir de Pierre Fiche             | Simandre-sur-Suran          | Ain                  | Auvergne-Rhône-Alpes    | classé     | « PA00116580 », notice no PA00116580 | 46° 14′ 03″ nord, 5° 25′ 21″ est   |       |
| Pont-Vieux                         | Espalion                    | Aveyron              | Occitanie               | classé     | « PA00094020 », notice no PA00094020 | 44° 31′ 08″ nord, 2° 45′ 51″ est   |       |
| Église Notre-Dame de Dives-sur-Mer | Dives-sur-Mer               | Calvados             | Normandie               | classé     | « PA00111283 », notice no PA00111283 | 49° 16′ 59″ nord, 0° 05′ 21″ ouest |       |
| Église Saint-Pierre                | Fenioux                     | Deux-Sèvres          | Nouvelle-Aquitaine      | classé     | « PA00101233 », notice no PA00101233 | 46° 32′ 27″ nord, 0° 29′ 39″ ouest |       |
| Couvent de Sainte-Marthe           | Périgueux                   | Dordogne             | Nouvelle-Aquitaine      | classé     | « PA00082728 », notice no PA00082728 | 45° 11′ 31″ nord, 0° 42′ 43″ est   |       |
| Église Saint-Maurice               | Cheminot                    | Moselle              | Grand-Est               | classé     | « PA00106745 », notice no PA00106745 | 48° 57′ 22″ nord, 6° 08′ 16″ est   |       |
| Arc de triomphe du Carrousel       | 1er arrondissement de Paris | Paris                | Île-de-France           | classé     | « PA00085992 », notice no PA00085992 | 48° 51′ 45″ nord, 2° 20′ 11″ est   |       |
| Beffroi                            | Billom                      | Puy-de-Dôme          | Auvergne-Rhône-Alpes    | classé     | « PA00091903 », notice no PA00091903 | 45° 43′ 21″ nord, 3° 20′ 20″ est   |       |
| Église Saint-Blaise                | Hôpital-Saint-Blaise        | Pyrénées-Atlantiques | Nouvelle-Aquitaine      | classé     | « PA00084398 », notice no PA00084398 | 43° 15′ 20″ nord, 0° 46′ 13″ ouest |       |
| Église Notre-Dame                  | Ham                         | Somme                | Hauts-de-France         | classé     | « PA00116173 », notice no PA00116173 | 49° 45′ 12″ nord, 3° 04′ 26″ est   |       |
| Porte de ville                     | Druyes-les-Belles-Fontaines | Yonne                | Bourgogne-Franche-Comté | classé     | « PA00113678 », notice no PA00113678 | 47° 33′ 32″ nord, 3° 25′ 04″ est   |       |
| Église Saint-Romain                | Druyes-les-Belles-Fontaines | Yonne                | Bourgogne-Franche-Comté | classé     | « PA00113677 », notice no PA00113677 | 47° 33′ 32″ nord, 3° 25′ 04″ est   |       |